# Lunds akademiska kör
Der Lunds akademiska kör (LAK), der Universitätschor Lund, ist ein junger Chor mit langer Tradition und hohem Ambitionsniveau. Der Chor wurde 1927 als Frauenchor gegründet und später in einen gemischten Chor umgebildet, um sein Repertoire erweitern zu können. Die Chorsänger sind zum größten Teil Studenten und Doktoranden mit solider Chorerfahrung und großem Musikinteresse. Seit Januar 2014 ist der Chor offiziell Teil der Einheit Odeum an der Universität Lund.
LAK gibt jährlich in etwa zehn öffentliche Konzerte und wirkt bei universitären Festakten wie der Doktorwürdenverleihung oder Professorsinstallationen mit. Das Repertoire ist gemischt, aber der Schwerpunkt liegt in der klassischen A-cappella-Musik für Chöre. In den Jahren seiner Existenz hat der Chor viele große Chorwerke aufgeführt, aber seinem Publikum auch weniger bekannte Stücke präsentiert. In den letzten zehn Jahren hat LAK unter anderem Buxtehudes Membra Jesu nostri aufgeführt, sowie Schütz Weihnachtshistorie mit Musikern an zeittypischen Instrumenten, Martins Messe für Doppelchor und nordische Musik von zum Beispiel Werle, Tormis, Mäntyjärvi und Holten. Zu Weihnachten 2009 führte LAK zusammen mit dem Barockorchester Rebaroque Bachs Weihnachtsoratorium auf und 2011 Purcells Kammeroper Dido and Aeneas in einer sehr beliebten szenischen Familienversion, mit der der Chor 2012 zu den Festspielen in Piteå reiste.
Im Sommer 2008 reiste LAK nach Polen und nahm an einem internationalen Chorwettbewerb teil. Unter der Leitung von Cecilia Martin-Löf gewann der Chor Preise für den besten Dirigenten, die beste Interpretation eines polnischen Stückes, sowie den Grand Prix des Wettbewerbs. Danach führten seine Konzertreisen den Chor z. B. nach Berlin, Würzburg, Greifswald, in verschiedene Teile Schwedens, ins mazedonische Ohrid und nach Kalifornien.
Im Herbst 2010 nahm der Chor seine zweite Weihnachts-CD auf, En stjärna gick på himlen fram (Ein Stern steht hoch am Himmel), zusammen mit den Volksmusikerinnen Emma Reid und Emma Johansson, sowie dem Orchester Ensemble Mare Balticum. Eine Weihnachts-CD nicht mit traditionellen Weihnachtsliedern, sondern mit weihnachtlicher schwedischer Volksmusik, von Cecilia Martin-Löf für Chor neu arrangiert. Diese Musik hat die aktiven und ehemaligen Mitglieder des Chores in verschiedener Form begleitet, z. B. auf zwei erfolgreichen Neujahrstouren nach Norddeutschland 2013 und 2015.
Im Frühjahr 2012 unternahm der Chor eine Reise in die russische Chormusikwelt zusammen mit Gastdirigentin Maria Goundorina und im Frühjahr 2015 eine solche in die amerikanische Chormusikwelt zusammen mit Gastdirigent R. Paul Crabb. Zusammen mit Malmö Symfoniorkester und drei weiteren Chören aus Lund führte LAK Verdis Messa da Requiem (2011), Beethovens 9. Sinfonie (2013) und Brahms Ein deutsches Requiem (2014) auf. Der Chor arbeitet auch mit anderen Chören und dem Symphonieorchester der Universität Lund (Akademiska kapellet) zusammen – z. B. in einem jährlichen gemeinsamen Weihnachtskonzert und größeren Werken.

## Geschichte
Lunds akademiska kör wurde 1927 unter dem Namen Lunds kvinnliga studentkör „Lunds Studentinnenchor“ von Anna Munck af Rosenschöld (später Anna Munck Falk), der Fachschaftsratsvorsitzenden an der Universität Lund. 1948, als John Fernström Dirigent des Chores war, wurde dieser in einen gemischten Chor umgebildet und wechselte zu seinem heutigen Namen.

## Dirigenten
- Maria Håkansson 1927–1931
- Gerhard Lundkvist 1931–1937
- Eldhagen & Åhlund 1937–1941
- John Fernström 1941–1948
- LAK ruht 1948–1951
- Nils Guttorp 1951–1954
- Olle Nilsson 1954–1966
- Bertil Hallin 1966–1969
- Carl Hevelius 1970
- Eva Bohlin 1970–1978
- Peter Wallin 1978–1990
- Johan-Magnus Sjöberg 1990–1993
- Lena Ekman-Frisk 1993–1994
- Fredrik Malmberg 1994–1996
- Harald Eikaas 1996–1998
- Sofia Söderberg Eberhard 1998–2005
- Christoffer Nobin 2006–2007
- Cecilia Martin-Löf 2007–